# Scala (Kampanien)
Scala ist eine italienische Gemeinde mit 1508 Einwohnern (Stand 31. Dezember 2023) in der Provinz Salerno in der Region Kampanien. Sie gehörte zur 2008 aufgelösten Bergkommune Comunità Montana Penisola Amalfitana.

## Lage und Daten
Der Ort liegt 360 m hoch, gegenüber der Ortschaft Ravello, mit der er durch eine Straße verbunden ist.
Die Ortsteile von Scala sind San Pietro, Santa Caterina, Campidoglio, Minuta, Pontone. Die Nachbargemeinden sind: Agerola (NA), Amalfi, Atrani, Gragnano (NA), Pimonte (NA) und Ravello.

## Geschichte
Scala erlebte seine höchste Blütezeit im Mittelalter, damals war es Teil der Seerepublik von Amalfi. Von 987 bis 1603 war Scala ein eigener Bischofssitz, anschließend wurde es mit der Diözese von Ravello vereinigt. Aus Scala stammt Fra Gerardo Sasso, der um 1100 in Jerusalem den Johanniterorden zur Pflege kranker Kreuzfahrer und Reisender gründete, aus ihm ging der souveräne Malteserorden hervor. Der Ortsheilige ist San Lorenzo, sein Patronatsfest wird jährlich am 10. August gefeiert. In Scala hat der Hl. Alfons von Liguori 1732 den Orden der Redemptoristen gegründet.

## Sehenswürdigkeiten
- Dom: Die wichtigste Sehenswürdigkeit in Scala ist der Dom. Er geht auf das Jahr 1169 zurück und wurde später im barocken Stil umgestaltet.
- Kirche SS.Annunziata: Bemerkenswert ist auch die Kirche SS. Annunziata im Stadtviertel Minuta. In das Portal der Kirche sind römische Spolien eingearbeitet, auch die Säulen, die die Gewölbe tragen, stammen aus römischer Zeit. In der Krypta befinden sich Fresken aus der Zeit um 1200 mit der Darstellung eines Kinder-Wunders des Heiligen Nikolaus.
- Ehemaliges Benediktinernonnenkloster San Cataldo: Das ehemalige Benediktinernonnenkloster liegt im Ortsteil Minuta. Es wurde 1908 von dem dänischen Italienreisenden Carl Wiinstedt (1875–1932) aufgekauft und restauriert und ermöglicht jetzt dänischen Künstlern und Wissenschaftlern einen Studienaufenthalt an der Amalfiküste.

## Persönlichkeiten
- Fra Gerardo Sasso (um 1040–1120), gründete um 1100 in Jerusalem den Johanniterorden zur Pflege kranker Kreuzfahrer und Reisender, aus dem der souveräne Malteserorden hervorging.